# بوبي ريد (لاعب كرة قدم)
بوبي ريد (بالإنجليزية: Bobby Reid)‏ (19 فبراير 1911 في المملكة المتحدة - 1987 في المملكة المتحدة) هو لاعب كرة قدم بريطاني (وحمل سابقاً جنسية المملكة المتحدة لبريطانيا العظمى وأيرلندا) في مركز جناح ‏. شارك مع منتخب اسكتلندا لكرة القدم. أما مع النوادي، فقد لعب مع شيفيلد يونايتد ونادي برينتفورد ونادي بوري وهاميلتون أكاديميكال ونادي لانارك الثالث ورابطة كرة القدم الاسكتلندية الحادية عشر ‏.